# Лар (Баден-Вюртемберг)
Лар (нім. Lahr, офіційна назва нім. Lahr/Schwarzwald) — громада в Німеччині, знаходиться в землі Баден-Вюртемберг. Підпорядковується адміністративному округу Фрайбург. Входить до складу району Ортенау.
Площа — 69,79 км2. Населення становить 47 551 ос. (станом на 31 грудня 2020).